# Matchpoint (sport)
Matchpoint (ook wel geschreven als 'match-point' of 'match point') of wedstrijdpunt is een term die voornamelijk in het tennis, maar bijvoorbeeld ook in het spel backgammon, in het tafeltennis, in het badminton en in het (beach)volleybal, wordt gebruikt.
De aanduiding matchpoint wordt toegepast om aan te geven dat het spel zich in een dusdanige situatie bevindt, dat een der spelers (namelijk degene die "op matchpoint staat") nog maar één winnende slag nodig heeft om de wedstrijd te winnen. Na een verliezende slag kan nog steeds sprake zijn van matchpoint – bijvoorbeeld: als in het tennis de gamestand 40–15 is, heeft eerstgenoemde speler twéé kansen om de wedstrijd uit te maken.
De term is formeel gezien slechts officieus in gebruik, want een matchpoint-situatie wordt, volgens de officiële scoringregels van het tennis, niet door de stoelscheidsrechter omgeroepen.

## Trivia
- Als zich tijdens de finale van een toernooi een matchpoint voordoet, wordt deze situatie ook wel championship point genoemd.
- Matchpoint is verwant aan setpoint en gamepoint, en – in omgekeerde zin – ook aan breakpoint.